# Rebecca (Bibbia)

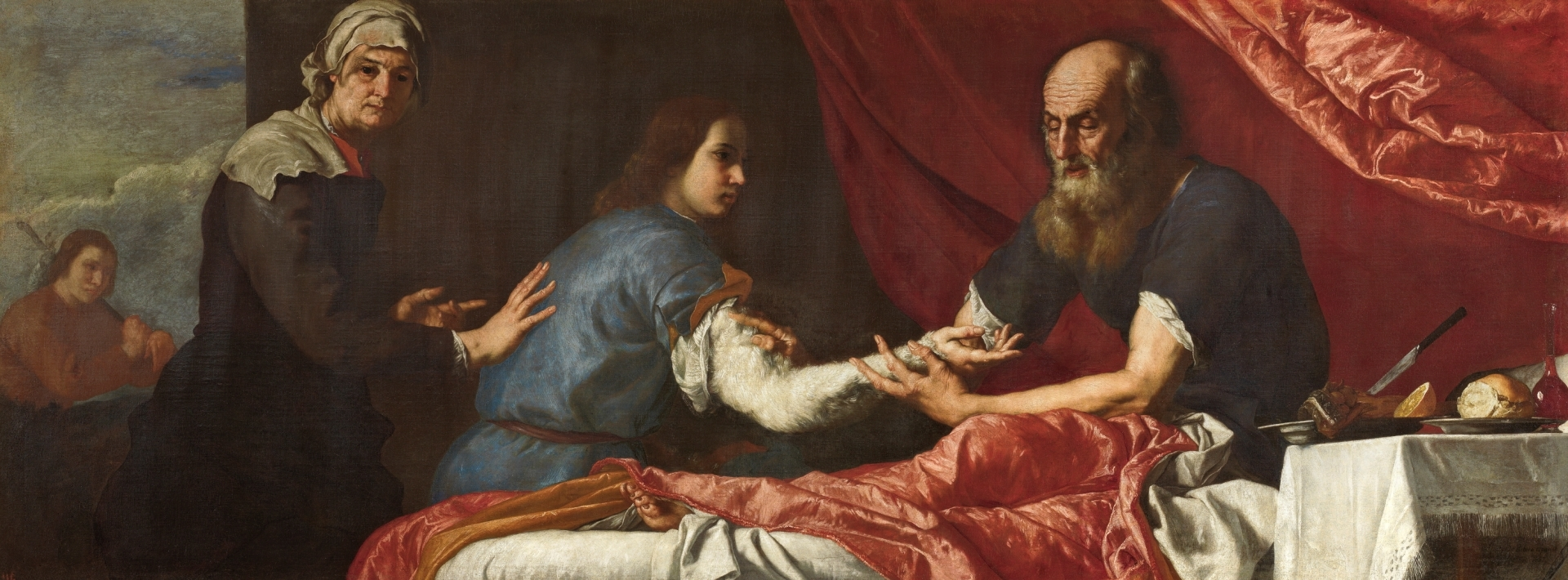
Spagnoletto, Giacobbe carpisce la benedizione da Isacco con l'aiuto di Rebecca (1637; Madrid, Museo del Prado).

Rebecca (in ebraico רִבְקָה‎?, Rivqah) è un personaggio biblico. Moglie di Isacco e nipote di Abramo, è la madre di Giacobbe ed Esaù. La sua storia è raccontata nel libro della Genesi. 
Il nome Rebecca, in ebraico «Ribqah», ha il significato di "corda" e in senso figurato «che avvince con la sua bellezza».
Morta la sua consorte Sara, Abramo si prodiga a cercare una moglie per suo figlio Isacco. Questo compito lo affiderà a un suo servo, Eliezer, che giunge alla prossimità di un pozzo che si trova nella città di Arran e dove incontra una giovane donna dal nome Rebecca, che si rivelerà essere figlia di Betuel, figlio ultimogenito di Nacor, fratello di Abramo, e Milca, moglie di Nacor. Essa successivamente lo presenterà alla sua famiglia e a suo fratello Labano. Alla fine sceglie di seguire il servo e di diventare sposa del cugino Isacco (cfr. Genesi 24). Per un lungo periodo di tempo Rebecca rimane senza eredi, ma successivamente porta alla luce due gemelli. La sua gravidanza sarà difficile in quanto i gemelli che porta in grembo si rivoltano l'un contro l'altro, segno premonitore della discordia che nascerà tra di loro e fra le nazioni che discenderanno dagli stessi (cfr. Genesi 25,21-23). Da Rebecca nascono Esaù, primogenito, e Giacobbe (cfr. Genesi 25,24-26).
In seguito Rebecca aiuta il figlio prediletto Giacobbe ad usurpare (con pieno diritto perché Esaù in un'occasione vendette la sua primogenitura al prezzo di una zuppa di lenticchie (cfr. Genesi 25) presso il padre Isacco la benedizione riservata al primogenito e che doveva toccare al fratello Esaù (cfr. Genesi 27).
Alla sua morte Rebecca è sepolta a fianco del marito nella tomba dei Patriarchi ad Hebron.
Nel Talmud, Rebecca è considerata progenitrice del popolo ebraico (attraverso Giacobbe) e del popolo edomita (attraverso Esaù): i due figli si urtano e combattono nel suo grembo, prefigurando la futura inimicizia che dividerà i due popoli.

## Culto
Santa Rebecca è ricordata dalla Chiesa cattolica il 23 settembre.

## Letteratura
Dante Alighieri la cita nelle anime beate del XXXII Canto del Paradiso, insieme a Giuditta e a Sara.